# 2814
2814 (stylizowane na ２８１４) – brytyjsko-amerykański ambientowy i vaporwave projekt muzyczny założony przez Luke'a Laurili i Davida Russo, znanych również odpowiednio jako Telepath テ レ パ シ ー 能 力 者 (stylizowane na „ telepath テ レ パ シ ー 能 力 者”) i HKE (skrót od wcześniejszego pseudonimu „Hong Kong Express”). Duet jest najbardziej znany ze swojego drugiego albumu, czyli Birth of a New Day (新しい日の誕生), opisanego przez „Rolling Stone” jako „wieczorny rejs po autostradzie marzeń cyber-przyszłości”.

## Historia
2814 zadebiutował w 2014 albumem długogrającym ２８１４, który ukazał się nakładek wytwórni muzycznej Ailanthus Recordings. Album został uzupełniony na początku 2015 przez Birth of a New Day, wydany cyfrowo i w limitowanej serii płyt CD przez własną wytwórnię HKE, Dream Catalogue. W 2016 projekt wydał swój trzeci album, Rain Temple, natomiast w 2019 wypuszczono album kompilacyjny, Lost Fragments, na którym znalazły się wcześniejsze utwory duetu znalezione na innych kompilacjach, a także nowe wydawnictwa.
Twórcy projektu stwierdzili, że skupili się surrealistycznych cechach vaporwave, a nie na estetyce lat 80. lub 90. XX wieku. W wywiadzie dla „Rolling Stone”, HKE powiedział, opisując Birth of a New Day: „Chcieliśmy pokazać, jak cały klimat vaporwave można stworzyć jako oryginalną muzykę, zamiast bazować tylko na tych samych samplach muzaku i kicz-popu, które używają wszyscy inni od lat...”. Brit Brown, szefowa wytwórni Not Not Fun Records, nazwała album „niesamowitym cyberfuture ambient vaporwave”, podczas gdy Vice nazwał duet „supergwiazdami vaporwave”.
Późniejszy album grupy, Rain Temple, został opisany przez HKE jako „intensywny, dramatyczny i filmowy” oraz zawierający elementy duchowości.

## Dyskografia

### LP
- ２８１４ (2014)
- Birth of a New Day (inny tytuł: 新しい日の誕生; 2015)
- Rain Temple (2016)

### Kompilacje
- Lost Fragments (2019)